# Pascual Sanz Lacambra
Pascual Sanz Lacambra (La Puebla de Alfindén, 19 de juliol de 1963) és un exfutbolista i entrenador aragonès. Com a futbolista ocupava la posició de migcampista.

## Trajectòria
Comença a destacar a l'Endesa Andorra, de Segona Divisió B. Entre 1984 i 1985 recala a la UD Lanzarote, atès que en aquesta illa canària era on realitzava el servei militar. De nou a l'Andorra, roman fins a 1986, quan puja fins a tres categories de sobte per militar al Reial Saragossa.
A la temporada 86/87 disputa 15 partits i marca un gol amb els saragossans, mentre que a l'any següent tot just hi apareix en un centenar de minuts repartits en 12 partits. La temporada 88/89 és cedit a la UE Lleida, i si bé els catalans baixen a Segona B, el migcampista és titular, amb 3 gols en 23 partits.
De nou al Zaragoza, viurà la seua millor etapa, en la qual aplega a ser part de l'onze inicial dels aragonesos. La temporada 90/91 hi apareix en 31 ocasions, però per a la següent, retorna a la suplència.
El 1992 marxa al CP Mérida, de la Segona Divisió, on qualla una discreta temporada, i per a la campanya següent, baixa una categoria més per militar al Córdoba CF. El 1994 retorna a l'Endesa Andorra, equip en el qual es retirarà el 1996.
Ja en el seu darrer any en actiu va compaginar el mig camp de l'Endesa Andorra amb la tasca de dirigir l'equip juvenil de l'entitat. A partir de la seua retirada, el de La Puebla de Alfindén ha entrenat a nombrosos equips aragonesos, entre ells, el filial del Reial Saragossa.
Ja en el seu darrer any en actiu va compaginar el mig camp de l'Endesa Andorra amb la tasca de dirigir l'equip juvenil de l'entitat. A partir de la seua retirada, el de La Puebla d'Alfindén ha entrenat a nombrosos equips aragonesos, entre ells, el filial del Reial Saragossa.

### Clubs com a entrenador
- 95-96: Endesa Andorra C.F. - Juvenil
- 96-97: A.D. Alfinden
- 1999: A.D. Alfinden
- 2000: Endesa Andorra C.F.
- 00-01: Real Zaragoza C.F. - Cadet
- 01-02: C.D. Zuera
- 02-05: C.D. Universidad Zaragoza
- 05-08: Real Zaragoza C.F. B
- 09-10: Andorra C.F.